# Polště
Polště település Csehországban, a Jindřichův Hradec-i járásban. Polště Vydří, Hatín, Plavsko, Roseč és Jindřichův Hradec településekkel határos. Lakosainak száma 108 fő (2024. január 1.).

## Népesség
A település lakosságának változását az alábbi diagram mutatja:
| Lakosok száma | 380  | 337  | 302  | 185  | 114  | 97   | 120  | 116  | 110  | 108  |
|               | 1869 | 1890 | 1921 | 1950 | 1980 | 2001 | 2017 | 2019 | 2022 | 2024 |